# Łęg (Bartoszyce)
Łęg (deutsch Lengen) ist ein Ort in der polnischen Woiwodschaft Ermland-Masuren. Er gehört zur Gmina Bartoszyce (Landgemeinde Bartenstein) im Powiat Bartoszycki (Kreis Bartenstein (Ostpr.)).

## Geographische Lage
Łęg liegt am westlichen Ufer der Łyna (deutsch Alle) in der nördlichen Mitte der Woiwodschaft Ermland-Masuren, 20 Kilometer südlich der heute auf russischem Hoheitsgebiet gelegenen früheren Kreisstadt Preußisch Eylau (russisch Bagrationowsk) bzw. neun  Kilometer südwestlich der heutigen Kreismetropole Bartoszyce (Bartenstein).

## Geschichte
Der damalige Ort Lengen wurde um 1750 gegründet. Es handelte sich um einen Gutsort, der im Jahre 1874 in den neu errichteten Amtsbezirk Tolks (polnisch Tolko) im ostpreußischen Kreis Preußisch Eylau aufgenommen wurde. 74 Einwohner zählte Lengen im Jahre 1910.
Am 30. September 1928 verlor der Gutsbezirk Lengen seine Eigenständigkeit und wurde in die Landgemeinde Sortlack (polnisch Sortławki) eingegliedert.
Als 1945 in Kriegsfolge das gesamte südliche Ostpreußen an Polen fiel, bekam Lengen die polnische Namensform „Łęg“. Heute ist der kleine Ort eine Ortschaft innerhalb der Landgemeinde Bartoszyce (Bartenstein) im Powiat Bartoszycki (Kreis Bartenstein (Ostpr.)), von 1975 bis 1998 der Woiwodschaft Olsztyn, seither der Woiwodschaft Ermland-Masuren zugehörig.

## Religion

### Christentum
Bis 1945 war Lengen in die evangelische Kirche Borken (Ostpreußen) (polnisch Borki) in der Kirchenprovinz Ostpreußen der Kirche der Altpreußischen Union, außerdem in die römisch-katholische Kirche Bartenstein im damaligen Bistum Ermland eingepfarrt.
Heute ist Łęg bei beiden Konfessionen zur Kreisstadt hin orientiert: zur römisch-katholischen Pfarrei bzw. zur evangelischen Kirchengemeinde, die eine Filialgemeinde der Johanneskirche in Kętrzyn (Rastenburg) in der Diözese Masuren der Evangelisch-Augsburgischen Kirche in Polen ist.

## Verkehr
Łęg liegt abseits vom großen Verkehrsgeschehen und ist über den Nachbarort Sortławki (Sortlack) auf direktem Wege zu erreichen. Eine Bahnanbindung besteht nicht.